# 聖家族と聖フランチェスコ、聖アンナ、幼い洗礼者聖ヨハネ
『聖家族と聖フランチェスコ、聖アンナ、幼い洗礼者聖ヨハネ』（せいかぞくとせいフランチェスコ、せいアンナ、おさないせんれいしゃせいヨハネ、蘭: De Heilige Familie met de heiligen Franciscus en Anna en het Kindje Johannes de Doper, 英: The Holy Family with Saints Francis and Anne and the Infant Saint John the Baptist）は、バロック期のフランドルの巨匠ピーテル・パウル・ルーベンスが1630年代初頭、または中頃、キャンバス上に油彩で制作した絵画である。どのような用途で誰のために委嘱されたかはわかっておらず、制作時期も推測によるものである。作品は1902年にジェームズ・ヘンリー・スミス (James Henry Smith) から寄贈されて以来、ニューヨークのメトロポリタン美術館に所蔵されている。

## 作品

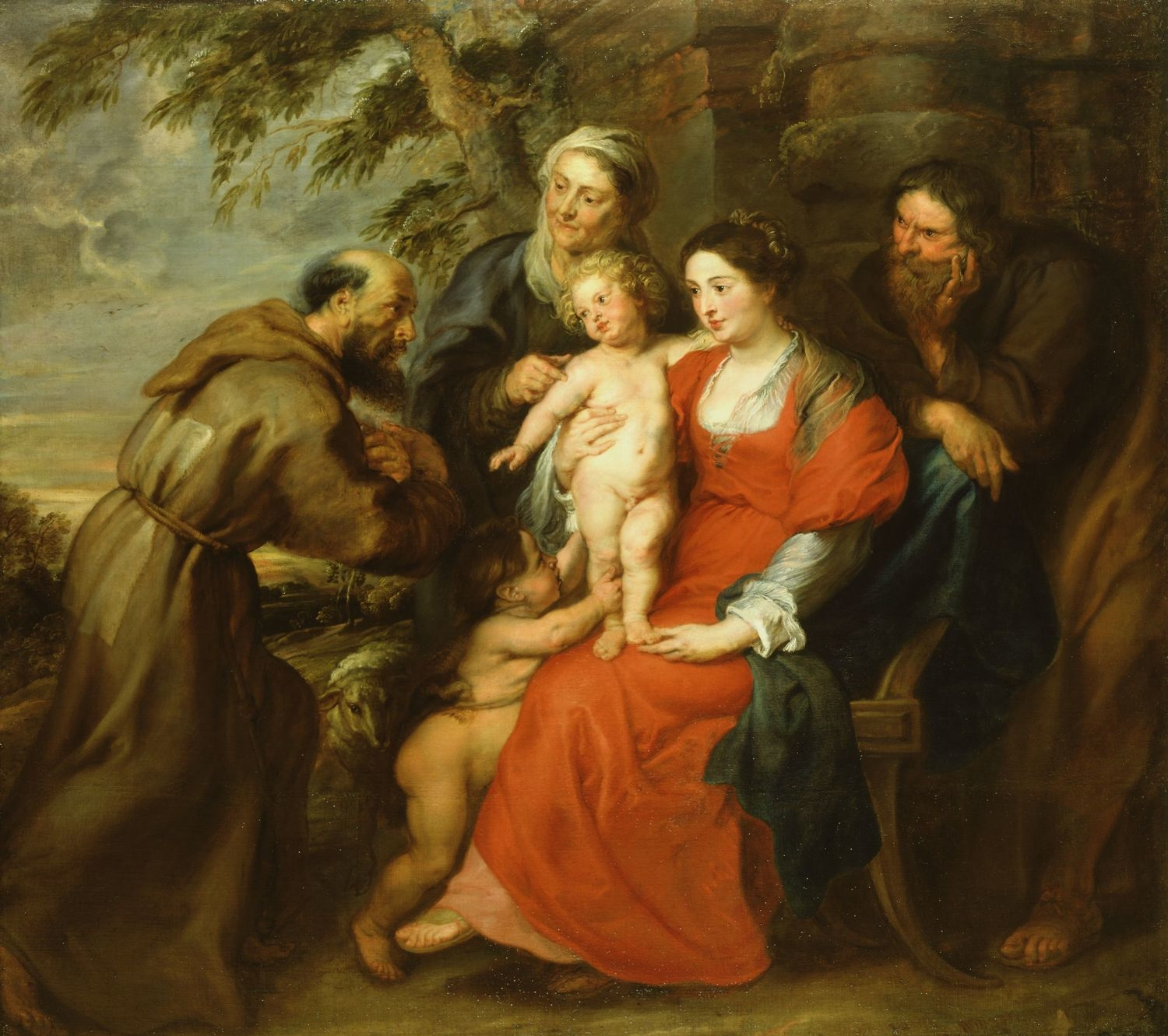
ピーテル・パウル・ルーベンス『聖家族と聖フランチェスコ、聖アンナ、幼い洗礼者聖ヨハネ』 (1620年頃-1630年頃)、ロイヤル・コレクション (ウィンザー城)

本作は穏やかな美しさに溢れる作品であり、 肉体のたるみと凹み、金色の日没の色調、母子の優しい関わりを描くルーベンス特有の嗜好を示している。画家は、聖家族、聖アンナ、または幼い洗礼者聖ヨハネを伴なう聖母子、そして聖フランチェスコの幻視といった伝統的主題を1つに結びつけて描くために、物語性を排除した。中央の人物たちはラファエロの作品に着想を得ており、自然な群像を形成している。聖母マリアはゆったりとしたポーズで左腕を椅子の背の上に伸ばし、幼子イエス・キリストは聖母の膝の上で飛び跳ねながら洗礼者聖ヨハネを見下ろしている。
構図の主軸をなしているのは、左側にいる聖フランチェスコのダイナミックな前方への動きである。彼は鑑賞者と画中の人物の仲介者としての役割を持っており、画面左下から現れ、鑑賞者の視線をキャンバスの対角線上に誘導している。このような仲介者の存在は、対抗宗教改革時代の作品に特有のものである。鑑賞者は慎ましい中世の聖人に自らを重ね合わせ、聖なる人々への献身を共有するよう促されたのである。なお、聖ヨハネの足と曲がった背中は聖フランチェスコのポーズに対応しつつ、構図の対角線を強調している。
本作の正確な制作年は不明であるが、ロイヤル・コレクション (ウィンザー城) に所蔵されている『聖家族と聖フランチェスコ、聖アンナ、幼い洗礼者聖ヨハネ』 (1620年頃-1630年頃) の後に描かれたことは確実である。ロイヤル・コレクションの同主題作を描くにあたり、ルーベンスはまず、聖アンナと聖フランチェスコを伴なう聖家族を膝までの姿で描いた。次いで、絵画の下辺にキャンバスを継ぎ足して、聖母マリア、聖フランチェスコ、聖ヨセフの3人の膝下部分を完成させた後、幼い洗礼者聖ヨハネと1頭の羊を描き加えた。
X線の調査により、本作の画面の右側が大幅に修正されていることが判明した。聖ヨハネは後に加筆されたものと思われる。ロイヤル・コレクション所蔵の作品の継ぎ足しと、2点のどちらにも見られる加筆修正は、ルーベンスの豊かな創意と柔軟な制作態度に起因している。